# Telewizja Polska
Telewizja Polska S. A. (TVP; v češtině: Polská televize) je jediná polská veřejnoprávní televizní stanice poskytující své vysílání celoplošně na území Polska. Funguje jako akciová společnost.

## Historie

### Období 2015–2023
Od roku 2015 televize ztratila svůj veřejnoprávní charakter. Vládnoucí strana PiS, která má většinu ve Sněmovně i Senátu a post Prezidenta, krátce po vyhraných volbách, v době mezi Vánocemi a Novým rokem 2015, zákonem odebrala Zemské radě pro rozhlasové a televizní vysílání (KRRiT) pravomoc volit a jmenovat vedení a členy dozorčí rady veřejnoprávních médií a personální otázky předala do gesce ministra pro správu státního majetku. Pro členy vedení médií přestaly platit požadavky na výhru v konkurzu a pro zvolené členy mediálních rad přestaly platit dřívější zákonné podmínky pro jejich odvolání. V Radě měla většinu vládnoucí PiS.
Nově jmenovaný ředitel Jacek Kurski přišel z pozice náměstka ministra kultury a bývalého horlivého politika PiS. Veřejnoprávní media se změnila v takzvaná národní média, která podléhají nové Radě národních médií. Ta rozhoduje o volbě vedení televize a rozhlasu a jejich dozorčích rad a také o organizační struktuře médií a jejich programu. Podobné pravomoce dostala rada i vůči Polské tiskové agentuře. Opozice kritizuje program vysílání a viní televizi z manipulace s fakty ve prospěch vládnoucí strany Právo a spravedlnost. Tento faktor zapříčinil notné propady sledovanosti mezi diváky nedůchodového věku. V prosinci 2019 83 % Poláků hodnotilo počínání TVP jako krajně negativní.
Mezi lety 2015 až 2023 se v žebříčku mediální svobody Reportérů bez hranic propadlo Polsko z osmnáctého na šedesáté šesté místo. Ta to změna je přičítána počíná strany Právo a spravedlnost, která provedla mediální reformy, které silně ovlivnily veřejnoprávní média. Zejména televizi TVP jež jak v publicistice tak ve zpravodajství tvrdě útočila na opozici.

### Změny v roce 2023
Polský ministr kultury Bartlomiej Sienkiewicz odvolal 20. prosince 2023 šéfy veřejnoprávní televize, rozhlasu i státní tiskové agentury a jmenoval nové správní rady, které jmenovalo nové vedení médií. Zpravodajský televizní kanál TVP Info dočasně přerušil vysílání. Poslanci bývalé vládní strany PiS se shromáždili v sídle televize a večer organizovali protest před sídlem televize. Kromě jiných se akcí zúčastnili šéf Práva a spravedlnosti Jaroslaw Kaczyński, bývalý ministr obrany Mariusz Blaszszak a expremiér Mateusz Morawiecki.
Následně prezident Andrzej Duda konfliktem o TVP a další veřejnoprávní média odůvodnil své rozhodnutí vetovat zákon o rozpočtu na rok 2024 navržený Tuskovou vládou. Ministr kultury pak v reakci na Dudovo veto následně vyhlásil nucenou finanční správu jak nad polskou veřejnoprávní televizí TVP, tak nad rozhlasem PR i státní tiskovou agenturou PAP. Od 21. prosince 2023 začala televize pod názvem 19.30 vysílat svůj nový hlavní večerní zpravodajský pořad, připravovaný novým týmem novinářů.

## Stanice Telewizja Polska

### Plnohodnotné kanály
| Název        | Logo | Logo (HD) |
| ------------ | ---- | --------- |
| TVP1         | Tvp1 | Tvp1      |
| TVP2         |      |           |
| TVP3         |      | —         |
| TVP Polonia  |      |           |
| TVP HD       |      |           |
| TVP Info     |      |           |
| TVP Historia |      | —         |
| TVP Kultura  |      |           |
| TVP Seriale  |      | —         |
| TVP Sport    |      |           |
| TVP Rozrywka |      |           |
| TVP ABC      |      |           |
| TVP Kobieta  |      |           |
| TVP Dokument |      |           |
| TVP Nauka    |      |           |
| Belsat TV    |      |           |
| TVP Wilno    |      | —         |
| TVP World    |      |           |

### Internetové kanály
| Název          | Logo | Logo (HD) |
| -------------- | ---- | --------- |
| TVP Parlament  |      | —         |
| TVP Kultura 2  |      | —         |
| TVP Historia 2 |      | —         |
| TVP ABC 2      |      | —         |
| Alfa TVP       |      |           |
| Jasna Góra TV  | —    | —         |

### Plánované kanály
- TVP 4K – kanál
- TVP Wiedza – kanál

### Hybridní kanály

Logo iTVP

Příležitostně vysílají tyto tematické kanály:

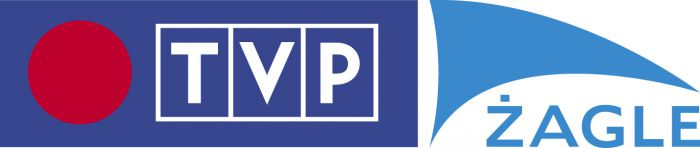
Logo TVP Żagle

- TVP Żagle – první experimentální hybridní kanál TVP. Každý den kanál vysílal asi 4,5 hodiny programu. Za relaci byl zodpovědný TVP Szczecin.Logo TVP Regionalna

Logo TVP Regionalna

- TVP Regionalna Śladami Jana Pawła 2Logo TVP 25 lat wolności
- TVP – 25 lat wolności

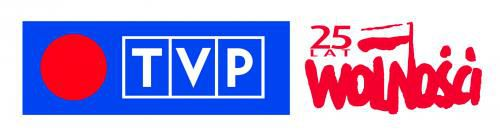
Logo TVP 25 lat wolności

- TVP Festiwal DWA TEATRY – SOPOT 2014Logo TVP Bieszczady

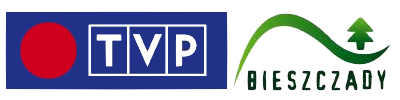
Logo TVP Bieszczady

- TVP Bieszczady
- TVP Zdrowo i ze smakiemLogo iTVP
- iTVP

### Zrušené kanály
- TVP Regionalna (1994–2002, 2013–2016, nahrazoval TVP3 v 2002 a 2016)

- Tylko Muzyka – hudební kanál, vysílal v letech 1997–1998
- Poland IN
- TVP ESzkoła
- TVP ESzkoła Domowe Przedszkole
- TVP 4K (2018,2021,2022)

```

```

- TVP3 (2000-2007)
- TVP Info (2007-2013)